# Leonor Arraíz
Leonor Arráiz (Caracas, Venezuela, 30 de marzo de 1952) es una pintora venezolana. En 1985 recibió el Premio Fundayacucho por su obra Fragmentos de la modernidad (colección GAN) en el III Salón Nacional de Jóvenes Artistas.
“La obra de Leonor Arráiz es un mural fragmentado e incompleto. Sobre varias lajas de mármol pintadas, se pueden reconocer algunos detalles de obras de Picasso, una orquídea y los segmentos de un mar pictórico […]. Las imágenes picassianas remiten a la modernidad, el mármol es un material asociado al arte clásico, la flor y la marina son datos del paisaje tropical y los dorados huesos incorporados sugieren fósiles. Al hacer la lectura de la obra elemento por elemento se organiza el conjunto: con fragmentos de la historia del arte dispuestos al modo de hallazgo arqueológico, como pedazos de un mural de la antigüedad”.  Esta misma obra fue exhibida un año después en el Festival Latinoamérica Presente (Hamburgo, Alemania).

## Biografía
Hija de Rafael Clemente Arráiz y Ana Lucca. Entre 1969 y 1973 estudió en el Instituto Neumann, y posteriormente continuó su formación en el Cegra (1983-1985).
En 1984 participó en el proyecto Intervención en Venecia, enmarcado dentro de la XLI Bienal de Venecia. Ese mismo año, el grupo es invitado por el MACC a retomar el proyecto, exhibido bajo el nombre de Viaje inverso. Participa además en la II Bienal Nacional de Escultura, con la experiencia realizada en el Castillo San Carlos Borromeo (Pampatar, Edo. Nueva Esparta). Expuso sus trabajos en la muestra “El nuevo dibujo” en la Sala Mendoza.

## Obra
Además de pinturas y ambientaciones, ha incursionado en el video-arte y en el diseño de arte-objetos. Su video Tratado de estética participó en la I Bienal de Video de Arte realizada en el Museo de Arte Moderno de Medellín (Colombia) y en el III Festival Internacional de Cine, TV y Video en Río de Janeiro, ambos en 1986. 
En 1987, presentó su primera individual en la Galería Sotavento: pinturas de mediano y gran formato y objetos de arte, resultado de investigaciones sobre el arte, el símbolo, la imagen mística y la ilusión. A través de la apropiación de iconos que representan principios en la historia del arte, la artista logra formular un discurso propio. Esta apropiación no constituye una alegoría a una obra o tema determinado de la historia del arte sino una decodificación manifiesta de la obra misma.
En 1988 exhibe “Instalaciones”, “obras que están entre la escultura y la arquitectura, […] piezas [que] intentan trabajar con el espacio arquitectónico que las rodea”. Entre las obras exhibidas se encuentra Demolición-deconstrucción (en su tercera versión), instalación que semeja un templo de siete columnas que tiene en el centro parte de los escombros del paseo Los Próceres (Caracas); esto, según la artista, hace reflexionar sobre la destrucción de Caracas y la pérdida de la memoria de los habitantes de la ciudad.
Leonor Arráiz pertenece al grupo de creadores que en la década de los ochenta introdujo, desde la pintura, claves pertenecientes al arte conceptual, asumiendo como fondo de su investigación la historia del arte universal. Así, desde el hecho pictórico ingresa en la utilización de medios conocidos como no convencionales.

## Exposiciones Individuales
- 1987: “Pinturas”, Galería Sotavento, Caracas
- 1987: “Demolición-deconstrucción”, Asociación Cultural Humboldt, Caracas
- 1988: “Instalaciones”, Galería 2817, Caracas

## Premios
- 1985: Premio Fundayacucho, III Salón Nacional de Jóvenes Artistas, MACC

## Colecciones
- Galería de Arte Nacional
- Museo De Arte Contemporáneo de Caracas Sofía Imber